# زمین‌لرزه (فیلم ۱۹۷۴)
زمین‌لرزه (انگلیسی: Earthquake) فیلمی در ژانر اکشن فاجعه‌ای به کارگردانی مارک رابسون است که در سال ۱۹۷۴ منتشر شد.
این فیلم برنده جایزه اسکار بهترین صدابرداری در سال ۱۹۷۴ شده است.

## بازیگران
- چارلتون هستون
- اوا گاردنر
- جرج کندی
- لورن گرین
- بری سالیوان
- ویکتوریا پرینسیپال
- ریچارد راوندتری
- لوید نولان
- والتر ماتائو
- جنویو بوژو
- لوید گوگ
- دونالد موفات
- جان رندولف
- دبرالی اسکات (در نسخهٔ تلویزیونی)